# Władimir Szalimow
Władimir Jegorowicz Szalimow (ros. Владимир Егорович Шалимов, ur. 26 lipca?/8 sierpnia 1908 we wsi Wełyki Prochody obecnie w rejonie dergackim w obwodzie charkowskim, zm. 23 lipca 1942 w obwodzie leningradzkim) – radziecki lotnik wojskowy, major, uhonorowany pośmiertnie tytułem Bohatera Związku Radzieckiego (1943).

## Życiorys
Urodził się w rodzinie chłopskiej. Skończył rabfak (fakultet robotniczy), pracował jako ślusarz w Charkowie, od 1929 służył w armii. W 1933 ukończył wojskową lotniczą szkołę pilotów w Odessie i został pilotem w lotnictwie bombowym,  1932 przyjęto go do WKP(b). W 1938 brał udział w wojnie chińsko-japońskiej, a e latach 1939–1940 w wojnie z Finlandią, jako jeden z pierwszych pilotując Ił-2. Od czerwca 1941 uczestniczył w wojnie z Niemcami, walczył na Froncie Zachodnim, we wrześniu 1941 został włączony w skład 174 pułku lotnictwa szturmowego i skierowany na Front Leningradzki jako dowódca eskadry. Brał udział w obronie Leningradu. Niszczył samoloty na lotniskach, a także atakował czołgi, samochody, działa i wagony ze sprzętem wojskowym oraz skupiska stanowisk ogniowych wroga. W marcu 1942 został dowódcą 15 gwardyjskiego pułku lotnictwa szturmowego Sił Powietrznych 23 Armii Frontu Leningradzkiego w stopniu majora. Był odznaczony dwoma Orderami Czerwonego Sztandaru (w 1940 i 1942) i Orderem Czerwonej Gwiazdy (w 1941). Został zestrzelony podczas akcji i zginął. Decyzją Prezydium Rady Najwyższej ZSRR z 10 lutego 1943 pośmiertnie otrzymał tytuł Bohatera Związku Radzieckiego i Order Lenina.